# Gaspard Royant
Pour les articles homonymes, voir Royant.
Gaspard Royant est un auteur-compositeur-interprète français.

## Biographie

### Jeunesse et débuts
Gaspard Royant est originaire de la ville de Thonon-les-Bains (Haute-Savoie). Il commence à apprendre le solfège et à jouer du saxophone à l'âge de 7 ans. Vers l’âge de 14 ans, il investit dans une guitare pour draguer les filles. Après ses études, il s’installe à Paris et commence à jouer seul dans de nombreux bars, avant de rencontrer les musiciens qui l'accompagnent désormais.

### Carrière
C’est en 2008 que Gaspard Royant se fait remarquer pour la première fois : un de ses morceaux, The Big Sleep, est repéré par le réalisateur Arnaud Desplechin qui le fait figurer sur la BO de son film Un conte de Noël.
En 2009, Gaspard Royant sort son 1er mini album You Can Have Me (If You Want to)  qui contient 5 titres, notamment The Big Sleep et Yours. La même année, il remporte le Prix du Public au tremplin du Festival Chorus des Hauts-de-Seine.
En 2010, sa chanson Yours est choisie pour illustrer les campagnes d’appel aux dons des Restos du cœur. En septembre 2012, il sort un 45 tours Back to where we Aim/Monkeytown dit Blue SP. Il est produit par Liam Watson (The White Stripes, The Kills, Supergrass...) et enregistré aux Toe-Rag Studios, entièrement en analogique.
En 2013, la chanson Yours inspire à l’auteur anglais Caroline Smailes le roman The Drowning of Arthur Braxton. Le livre a été adapté au cinéma. La même année, Gaspard Royant sort deux nouveaux 45 tours, All the Cool in you is me/This Year belongs to you dit Yellow SP et Break-up Bar/All is Truth dit Pink SP
Le 13 janvier 2014, l’artiste sort son premier album 10 Hit Wonder qui reçoit un très bon accueil critique et public. Rock & Folk parle d'un « chef-d'œuvre » et Télérama d'un « Juke-box idéal ». Dans les médias comme au sein du public, l'album est par ailleurs fréquemment appelé "10 Hits Wonder", en raison d'une erreur de typographie présente sur les mille premières copies du vinyle.
En avril 2014, il se produit sur la scène du Palais d'Auron au Printemps de Bourges. En mai de la même année, il assure la première partie de Panic at the Disco lors de leur tournée en Allemagne.
Il commencera ensuite une tournée de plus de 80 dates échelonnées sur 2014 et 2015, avec notamment le festival Papillons de Nuit, les Francofolies, Le rock dans tous ses états, Soirs d'été, Liverpool Sound City, For Noise Festival et des concerts en Allemagne, Angleterre, Espagne, Pays-Bas, Suisse.
En septembre 2014, Gaspard Royant sort un 4e 45 tours : Europe/(Love is like a)Heatwave dit White SP. Il sort ensuite un single pour Noël, la reprise de Christmas (Baby Please Come Home) de Darlene Love.
En septembre 2015, il enregistre son deuxième album entre Carpentras (Studio Vega), Londres et l'Écosse. Have You Met Gaspard Royant? est produit par Edwyn Collins. Il sort un deuxième single de Noël, une chanson originale cette fois, intitulée Christmas Is Back in Town. Le premier single du deuxième album sort en février 2016, il s’appelle Getaway.
Son deuxième album Have You Met Gaspard Royant? sort le 8 avril 2016 chez Jive Epic / Sony Music France. Le titre est un clin d’œil aux affiches tapageuses des années 60 qui interrogeaient directement le consommateur, par exemple : « Laisseriez-vous votre fille épouser un Rolling Stones ? » ou « Devine qui vient dîner ? ». Le but est également d’inciter l’auditeur à venir à la rencontre de l’artiste.
L'album est produit par Edwyn Collins qui a réuni plusieurs artistes : la section de cuivres des Dexys Midnight Runners (dont « Big » Jim Patterson, membre fondateur, au trombone) et les cordes de Belle & Sebastian et des Tindersticks.
Le 20 mai 2022, le troisième album studio de Gaspard Royant paraît sous le label Bellevue Music. Il fait suite à la sortie de deux single, plus tôt dans l'année : Man et The Real Thing, qui titre également l'album. Intégralement réalisé par Gaspard Royant et Romain Clisson, ingénieur du son ayant déjà travaillé avec l'artiste, The Real Thing surprend par sa direction artistique, en apparence très différente de 10 Hit Wonder et Have You Met Gaspard Royant ?. Plus soul que rock, le disque n'est pour la première fois pas enregistré en analogique ; le songwriter confiera s'être senti suffisamment confiant pour s'affranchir des codes de la pop des années 1960 et du rock'n'roll, qui avaient jusqu'ici fait office de signature. L'album reçoit un accueil critique plutôt chaleureux ; Rolling Stone notamment en fait son disque de la semaine et le note 3,5/5, tout comme Rock & Folk. Le mensuel fera en outre de Gaspard Royant son invité dans le cadre de la chronique Mes disques à moi. Par ailleurs, les chansons The Real Thing, Man, A Living from the Dead, Mountain of Regrets et Message of Love seront mises en images sous forme de clips.
En décembre 2022, s'associant à Maxwell Farrington & le Super Homard, Gaspard Royant sort un single de Noël, dans la même ligne artistique que l'album hybride Wishing You a Merry Christmas ; il est intitulé Xmas and the 3 Wise Men.
En novembre 2023, alors que le 4e album original est en préparation, un premier single est dévoilé : Come Back to Paris. Composée dans le contexte suivant les attentats de 2015, la chanson est une ode à la capitale française. Lors du même hiver, la chaîne de grande distribution Aldi choisit pour sa campagne publicitaire de Noël le titre Christmas is Back in Town, tiré de l'album Wishing You a Merry Christmas (2017). La chanson connaît ainsi un regain de popularité qui offre de la visibilité à l'artiste. L'année 2023 est par ailleurs également marquée par la programmation de Gaspard Royant au So Frenchy So Chic festival, qui se tient en Australie les 15 et 21 janvier.

## Influences
Parmi ses influences, Gaspard Royant cite Roy Orbison, Phil Spector, Sam Cooke, The Coral, The Last Shadow Puppets, The Four Tops, Dusty Springfield, Chuck Berry, The Beatles, The Kinks, Lee Hazlewood...

## Discographie

### Mini album
- 2009 : You Can Have Me (If You Want to)

### 45 tours
- 2012 : Back to where we Aim/Monkeytown (Blue SP)
- 2013 : All the Cool in you is me/This Year belongs to you (Yellow SP)
- 2013 : Break-up Bar/All is Truth (Pink SP)
- 2014 : Europe/(Love is like a)Heatwave (White SP)
- 2016 : Getaway/Hard Times

### Albums studios
- 2014 : 10 Hit Wonder
- 2016 : Have You Met Gaspard Royant? (paru le 8 avril)
- 2017 :  Wishing You a Merry Christmas
- 2022 : The Real Thing
- 2024 : All the Best for Christmas